# Макемаке
Макемаке (симбол: , пуним именом 136472 Макемаке) је трећа по величини позната патуљаста планета у Сунчевом систему и једна од две највеће патуљасте планете у Којперовом појасу. Величине је око три четвртине Плутона. Пречник ове планете је око 750 . Године 2015. истраживачки тим је открио уз помоћ телескопа Хабл сателит Макемакеа. Пуно име му је S/2015 (136472) 1, а краће је назван MK 2. За сада је то једини Макемакеов познати сателит.
Откривена је 31. марта 2005. од стране тима који је предводио Мајкл Браун, али је тек 11. јуна 2008. Међународна астрономска унија кандидовала ову планету за патуљасту. Планета је тај статус, који су пре ње добили Плутон и Ерида, добила у јулу 2008. године.
Температура на планети је екстремно ниска и износи око 30  (−243.2 °C). Површина планете је прекривена метаном и етаном.

## Откриће
Макемаке је откривена 31. марта 2005. године, из Паломар опсерваторије под предводништвом Мајкла Брауна. У јавности је ово откриће било објављено 29. јула 2005. године. Истраживачки тим је планирао да ово откриће, као и откриће патуљасте планете Ериде објави касније, када заврше са још неким посматрањима и прорачунима. Међутим, у медијима је 27. јула објављено да је један други истраживачки тим из Шпаније, дошао до значајних резултата на патуљастој планети Хаумеи. Пошто је из опсерваторије Паломар истовремено праћен исти објекат, те плашивши се да њима неће бити приписана заслуга за претходна открића, они су пожурили објавивши резултате већ два дана касније, 29. јула 2005.
Упркос својој релативно великој осветљености као петине зрачења Плутона, Макемаке је откривена знатно касније од мање осветљенијих објеката у Којперовом појасу.
Већина истраживања патуљастих планета се спроводе релативно близу еклиптике, небеске равни у којој се налазе Сунце и осам највећих планета Сунчевог система. У овом региону постоји много већа вероватноћа налажења других планета.
Плутон и Макемаке су биле једине довољно светле планете да би евентуално могле бити откривене за време потраге транс-нептунских објеката, чиме се Клајд Томбо бавио 1930их година.

## Орбита и класификација
Према подацима из априла 2019. године, Макемаке је био 52,5 AU (7,85 billion km) од Сунца, скоро онолико далеко од Сунца колико икада стигне на својој орбити. Макемаке прати орбиту веома сличну оној Хаумеје: високо нагнутој на 29° и са умереним ексцентрицитетом од око 0,16. Али ипак, Макемакеова орбита је нешто удаљенија од Сунца и у смислу велике полуосе и перихела. Његов орбитални период је 306 година, више од Плутонових 248 година и Хаумеиних 283 године. Макемаке и Хаумеа су тренутно далеко од еклиптике (на угаоној удаљености од скоро 29°). Макемаке ће достићи свој афел 2033. године, док је Хаумеа прошао свој афел почетком 1992. године.

## Галерија
- Телескоп Хабл усликао планету Макемаке
- Орбите Макемаке (плава), Хаумеа (зелена), у контрасту са орбитом Плутона (црвена) и еклиптике (сива). Перихелија (q) и афелија (Q) су означене датумима прелаза. Позиције у априлу 2006. означене су сферама које илуструју релативне величине и разлике у албеду и боји.
- Макемакеова орбита изван Нептуна је слична Хаумеиној. Позиције су од 1. јануара 2018. године.